# Berndtmühle
Die Berndtmühle, auch Hauckmühle, ist die älteste der drei erhaltenen Bockwindmühlen in Oderwitz.
Sie wurde 1787 an ihrem heutigen Platz errichtet und ist damit die einzige der heute noch erhaltenen Windmühlen, die auch in Oderwitz gebaut wurde. Bis zum Ende des Zweiten Weltkrieges hatte die Mühle sechs verschiedene Besitzer, am längsten gehörte sie der Familie Berndt, daher stammt auch ihr Name.
Die Mühle besitzt einen umhausten Bock, eine Besonderheit der Windmühlen in der Oberlausitz. 1947 wurde vom Umsiedlerehepaar Hauck ein Elektroantrieb eingebaut, um auch bei Windstille Korn mahlen zu können.
1963 wurde der Mühlbetrieb eingestellt. 1991 wurde die Berndtmühle zusammen mit der Birkmühle und der Neumannmühle mit dem Europa-Nostra-Preis für herausragende Leistungen im Bereich der Erhaltung von Kulturerbe ausgezeichnet. Die Mühle kann besichtigt werden.